# La Charité Basket 58
Actualités
La Charité Basket 58, est une équipe française de basket-ball, basé sur la commune de La Charité-sur-Loire dans le département de la Nièvre en Bourgogne. Le club évolue en 2023-2024 en Nationale 3(4e division)
Le club compte plus de 120 licenciés qui en fait le club le plus important de la Nièvre.
Le club est affilié à la Fédération française de basket-ball.

## Histoire
Le club est créé en 1920. En Nationale 2 depuis 2011, le club fait une belle saison 2015-2016 avec une deuxième place de la Poule D en saison régulière mais échoue en quart de finale des play-off pour obtenir une montée en Nationale 1 pour la saison 2016-2017. La saison 2016-2017 est très réussie car après avoir fini premier de la Poule B, le club gagne cette fois son quart de finale contre Garonne ASPTT Basket (2 victoires pour 1 défaite) et monte ainsi en Nationale 1 pour la saison 2017-2018,. Le club remporte le championnat de France de Nationale 2 en battant Brissac en finale 89 à 75.

## Palmarès
- Champion de France de Nationale 2 : 2017
- Vice Champion de France de Nationale 3 : 2011

## Salle
La salle est au Centre Sportif Georges Picq et possède une capacité de 690 places assises.

## Joueurs célèbres et marquants
- Austen Rowland : Meilleur marqueur de la Nationale 1 avant son transfert à Charleville en Pro B.[7].